# Mike Rowe
Michael "Mike" Gregory Rowe (uttalas / roʊ /), född 18 mars 1962, är en amerikansk programledare. Han är värd för Discovery Channels Dirty Jobs, men gör även berättarröst för andra program på Discovery Channel. Bland annat är han värd för en podcast som heter The Way I Heard It with Mike Rowe.

## Privatliv och utbildning
Rowe kommer ursprungligen från Baltimore. Han har sagt att inspirationen för TV-serien Dirty Jobs var hans far. Under sin tid som Eagle Scout läste han bland annat högt för blinda studenter på skolor i Maryland. Han har nämnt detta som ett av skälen för sitt intresse för skrivande och berättande. Rowe gick på Overlea High School där han utmärkte sig både i teater och sång. Efter examen gick han på Essex Community College i Baltimore County, där han även sjöng i en kör i Chesapeake. Han utexaminerades från Towson University i Towson, Maryland.
Rowe bor numer i San Francisco i Kalifornien.

## Professionell bakgrund
Mike Rowe sjöng professionellt med Baltimore Opera.

### Som värd
I början av 1990-talet fick Rowe en kort anställning på TV-kanalen QVC som säljare. Han har även varit värd för "Your New Home" för radiostationen WJZ i Baltimore, TV-programmet Worst Case Scenarios för CBS, flyg-tv för American Airlines samt ett flertal program för History Channel, PBS och datorspel.
Från 2001 till 2005 var Rowe värd för programmet "Someone's got to do it" på Evening Magazine på KPIX-tv i San Francisco. Programmet undersökte ett antal obehagliga yrken, och det var detta koncept som senare växte till Dirty Jobs. Rowes första samarbete med Discovery Channel bestod av en resa till Valley of the Golden Mummies som värd för Egypt Week Live!, där han i direktsändning utforskade forntida gravar med den egyptiske arkeologen Zahi Hawass.

### Som berättare
Rowe har en omfattande repertoar som berättare för TV-program, däribland American Chopper, American Hot Rod, Dödlig fångst och andra Discoveryprogram. Rowe var även värd för Discovery Channels årliga Shark Week 2006. På Dirty Jobs driver Rowe ofta med sin flitiga förekomst på kanalen.
Rowe var ursprungligen tänkt som berättare på Dödlig fångst och när Discovery Channel skulle börja filma Dirty Jobs fick han välja vilket av programmen han skulle synas på bild i. Rowe hävdar att Discovery tyckte det var opassande om han i de två programmen på samma kväll berättade om krabbfiskare som avlidit i en skeppsbrand i Dödlig fångst för att en timme senare skämta och skoja i Dirty Jobs. Rowe valde Dirty Jobs även om han syns på bild i en säsongsfinal av Dödlig fångst där han intervjuar befälhavarna på de medverkande båtarna.

### Ytterligare framträdanden
Från och med mars 2007 finns Rowe med i flera reklamfilmer för Ford Motor Companys F-Serie pickuper. Reklamfilmerna presenteras i en stil som liknar Dirty Jobs.